# Embaixada do Zimbábue em Brasília
A Embaixada do Zimbábue em Brasília é a principal representação diplomática zimbabuana no Brasil, sendo a única opção consular do país africano na América do Sul. Fica no Lago Sul.

## História
Os países estabeleceram relações diplomáticas em abril de 1980, no dia da independência do Zimbábue, e o Brasil instalou sua embaixada em Harare em 1987. Em 1988, assinaram um acordo comercial bilateral. Em 2004, o Zimbábue instalou sua embaixada na capital federal brasileira, que é a sua única na América do Sul - na América há outras apenas em Cuba, Estados Unidos e Canadá. Em 2006, Brasil e Zimbábue assinaram um acordo de cooperação técnica.

## Serviços
A embaixada realiza os serviços protocolares das representações estrangeiras, como o auxílio aos zimbabuanos que moram no Brasil e aos visitantes vindos do Zimbábue e também para os brasileiros que desejam visitar ou se mudar para o país africano, apesar da comunidade brasileira no Zimbábue ser muito pequena. Outras ações que passam pela embaixada são as relações diplomáticas com o governo brasileiro nas áreas política, econômica e cultural. As diplomacias de Brasil e Zimbábue mantém acordos de cooperação técnica, em especial na área da agricultura.